# Abessivus
Abessivus (caritivus, caritativus) – przypadek w językach aglutynacyjnych i fleksyjnych oznaczający brak danego desygnatu. Pojawia się w większości w liczbie pojedynczej. Występuje w językach ugrofińskich. Należy do przypadków ginących – coraz częściej zastępują go konstrukcje omowne.

## Język fiński

### Budowa i użycie
Końcówką abessywu w języku fińskim jest -tta lub -ttä. Wybór końcówki zależy od harmonii samogłosek. Ta sama końcówka obowiązuje w liczbie mnogiej. Przypadek podlega zjawisku wymiany stóp i w większości końcówka przypadka występuje, gdy rdzeń przyjmuje stopę słabą, np.:
- raha (pieniądze) – rahatta (bez pieniędzy).

### Konstrukcje omowne
- Najczęściej używa się w miejsce abessywu konstrukcji przyimkowej ilmaan (bez) + rzeczownik w partytywie, np. Olen ilman rahaa (Jestem bez pieniędzy)
- Sufiks -ton/-tön (przy uwzględnieniu harmonii samogłosek), np. rahaton (bez pieniędzy). Obie konstrukcje są w większości wypadków zamienne[2][3].